# Giải bóng đá Vô địch U-17 Quốc gia 2016
Giải bóng đá Vô địch U-17 Quốc gia 2016 có tên gọi chính thức là Giải bóng đá Vô địch U-17 Quốc gia - Cúp Thái Sơn Nam 2016 là mùa giải thứ 13 của giải bóng đá U-17 Quốc gia do VFF tổ chức, với nhà tài trợ chính đó là Công ty TNHH Thương mại Thái Sơn Nam. Giải đấu này diễn ra theo hai giai đoạn, các trận đấu tại vòng loại sẽ diễn ra từ ngày 25/5 đến ngày 16/6/2016. Sau khi kết thúc vòng loại, 11 đội lọt vào Vòng chung kết sẽ tranh tài từ 3/8 đến 18/8/2016.

## Điều lệ
23 đội bóng đủ tiêu chuẩn tham dự vòng loại, Ban tổ chức giải chia thành 4 bảng dựa theo khu vực địa lý như sau:
- Bảng A: do Trung tâm đào tạo bóng đá trẻ LĐBĐVN đăng cai tổ chức, gồm 6 Đội: Hà Nội T&T, Viettel, Nam Định, Hải Phòng, Quảng Ninh, Thanh Hoá.
- Bảng B: do Đoàn bóng đá Huế đăng cai tổ chức, gồm 6 Đội: Thừa Thiên Huế, Sông Lam Nghệ An, Hà Tĩnh, QNK Quảng Nam, SHB Đà Nẵng, Bình Định.
- Bảng C: do Công ty cổ phần thể thao Hoàng Anh Gia Lai đăng cai tổ chức, gồm 6 Đội: Hoàng Anh Gia Lai, Đăk Lăk, Phú Yên, Khánh Hoà, Bình Thuận, Đồng Nai.
- Bảng D: do Quỹ đầu tư và phát triển tài năng bóng đá Việt Nam (PVF) đăng cai tổ chức, gồm 5 Đội: PVF, TP.Hồ Chí Minh, Long An, Vĩnh Long, Đồng Tháp.

## Phương thức thi đấu
- Vòng loại:

Các Đội thi đấu vòng tròn hai lượt tính điểm xếp hạng tại mỗi bảng. Chọn 4 Đội xếp thứ Nhất, 4 Đội xếp thứ Nhì và 3 Đội xếp thứ Ba có điểm và các chỉ số cao hơn ở bốn bảng vào vòng chung kết. Trong trường hợp số Đội tại các bảng không bằng nhau: khi so sánh các chỉ số để tìm ra 3 đội xếp thứ Ba có điểm và các chỉ số cao hơn vào vòng chung kết, Ban tổ chức giải sẽ không tính kết quả của các trận đấu giữa Đội xếp thứ Ba gặp các Đội xếp cuối tại các bảng có số Đội nhiều hơn, sao cho số trận đấu của các Đội xếp thứ Ba giữa các bảng khi so sánh là bằng nhau.
- Vòng chung kết:

12 Đội (chủ nhà Tây Ninh) được chia thành 2 nhóm A và B, 6 đội/nhóm thi đấu vòng tròn một lượt ở mỗi nhóm để tính điểm, xếp hạng. Chọn 2 Đội đứng đầu mỗi nhóm vào thi đấu Bán kết. Hai đội thắng ở vòng bán kết được thi đấu trong trận chung kết cuối cùng. Còn Hai Đội thua Bán kết đồng xếp Hạng Ba.

## Vòng loại

### Bảng A
| VT | Đội             | ST | T | H | B | BT | BB | HS  | Đ  | Giành quyền tham dự hoặc xuống hạng |
| -- | --------------- | -- | - | - | - | -- | -- | --- | -- | ----------------------------------- |
| 1  | Hà Nội T&T      | 10 | 9 | 1 | 0 | 49 | 5  | +44 | 28 | Tham dự vòng chung kết              |
| 2  | Viettel         | 10 | 7 | 2 | 1 | 41 | 10 | +31 | 23 | Tham dự vòng chung kết              |
| 3  | Nam Định        | 10 | 5 | 1 | 4 | 22 | 16 | +6  | 16 | Xét tuyển vào vòng chung kết        |
| 4  | FLC Thanh Hóa   | 10 | 4 | 0 | 6 | 18 | 24 | −6  | 12 |                                     |
| 5  | Hải Phòng       | 10 | 2 | 1 | 7 | 9  | 24 | −15 | 7  |                                     |
| 6  | Than Quảng Ninh | 10 | 0 | 1 | 9 | 10 | 70 | −60 | 1  |                                     |

1. ↑  Xếp vào hạt giống của vòng chung kết
2. ↑  Xếp vào hạt giống thứ hai của vòng chung kết

| Nhà \ Khách[1]  | FTH | HNT  | HPH | TQN  | VIE | NĐI |
| FLC Thanh Hóa   |     | 0–1  | 2–0 | 3–1  | 2–6 | 1–2 |
| Hà Nội T&T      | 9–0 |      | 3–0 | 14–1 | 0–0 | 3–1 |
| Hải Phòng       | 0–1 | 1–3  |     | 2–2  | 0–6 | 1–3 |
| Than Quảng Ninh | 0–6 | 1–12 | 1–3 |      | 1–7 | 1–6 |
| Viettel         | 2–1 | 0–2  | 3–1 | 12–2 |     | 1–1 |
| Nam Định        | 3–2 | 1–2  | 0–1 | 5–0  | 0–4 |     |

Cập nhật lần cuối: 31 tháng 10 năm 2016.
Nguồn: Vietnam Professional Football
1 ^ Đội chủ nhà được liệt kê ở cột bên tay trái.
Màu sắc: Xanh = Chủ nhà thắng; Vàng = Hòa; Đỏ = Đội khách thắng.

### Bảng B
| VT | Đội              | ST | T | H | B | BT | BB | HS  | Đ  | Giành quyền tham dự hoặc xuống hạng |
| -- | ---------------- | -- | - | - | - | -- | -- | --- | -- | ----------------------------------- |
| 1  | Sông Lam Nghệ An | 10 | 7 | 3 | 0 | 24 | 4  | +20 | 24 | Tham dự vòng chung kết              |
| 2  | QNK Quảng Nam    | 10 | 4 | 4 | 2 | 14 | 10 | +4  | 16 | Tham dự vòng chung kết              |
| 3  | SHB Đà Nẵng      | 10 | 4 | 4 | 2 | 11 | 10 | +1  | 16 | Xét tuyển vào vòng chung kết        |
| 4  | Huế              | 10 | 3 | 4 | 3 | 11 | 10 | +1  | 13 |                                     |
| 5  | Bình Định        | 10 | 3 | 1 | 6 | 12 | 16 | −4  | 10 |                                     |
| 6  | Hà Tĩnh          | 10 | 1 | 0 | 9 | 8  | 30 | −22 | 3  |                                     |

1. ↑  Xếp vào hạt giống của vòng chung kết
2. ↑  Xếp vào hạt giống thứ hai của vòng chung kết

| Nhà \ Khách[1]   | QNK | SNA | SĐN | HUE | HT  | BĐI |
| QNK Quảng Nam    |     | 0–1 | 0–0 | 1–1 | 1–0 | 2–1 |
| Sông Lam Nghệ An | 2–1 |     | 3–0 | 2–0 | 3–0 | 0–0 |
| SHB Đà Nẵng      | 1–1 | 1–1 |     | 1–1 | 2–1 | 1–0 |
| Bóng đá Huế      | 1–1 | 0–0 | 1–2 |     | 2–1 | 0–1 |
| Hà Tĩnh          | 1–4 | 2–9 | 1–0 | 0–3 |     | 0–3 |
| Bình Định        | 2–3 | 0–3 | 1–3 | 1–2 | 3–2 |     |

Cập nhật lần cuối: 31 tháng 10 năm 2016.
Nguồn: Vietnam Professional Football
1 ^ Đội chủ nhà được liệt kê ở cột bên tay trái.
Màu sắc: Xanh = Chủ nhà thắng; Vàng = Hòa; Đỏ = Đội khách thắng.

### Bảng C
| VT | Đội                | ST | T | H | B | BT | BB | HS  | Đ  | Giành quyền tham dự hoặc xuống hạng |
| -- | ------------------ | -- | - | - | - | -- | -- | --- | -- | ----------------------------------- |
| 1  | Hoàng Anh Gia Lai  | 8  | 4 | 3 | 1 | 19 | 13 | +6  | 15 | Tham dự vòng chung kết              |
| 2  | Sanatech Khánh Hoà | 8  | 3 | 5 | 0 | 17 | 8  | +9  | 14 | Tham dự vòng chung kết              |
| 3  | Đắk Lắk            | 8  | 3 | 3 | 2 | 15 | 14 | +1  | 12 | Xét tuyển vào vòng chung kết        |
| 4  | Đồng Nai           | 8  | 2 | 4 | 2 | 10 | 10 | 0   | 10 |                                     |
| 5  | Bình Thuận         | 8  | 0 | 1 | 7 | 8  | 24 | −16 | 1  |                                     |

1. ↑  Xếp vào hạt giống của vòng chung kết
2. ↑  Xếp vào hạt giống thứ hai của vòng chung kết

| Nhà \ Khách[1]     | BBD | HGL | SKH | BTH | ĐLK |
| Đồng Nai           |     | 3–3 | 1–1 | 1–1 | 1–1 |
| Hoàng Anh Gia Lai  | 2–0 |     | 1–1 | 6–3 | 3–2 |
| Sanatech Khánh Hòa | 2–0 | 1–1 |     | 4–0 | 2–2 |
| Bình Thuận         | 0–0 | 1–2 | 1–4 |     | 1–2 |
| Đắk Lắk            | 0–3 | 2–1 | 2–2 | 4–1 |     |

Cập nhật lần cuối: 31 tháng 10 năm 2016.
Nguồn: Vietnam Professional Football
1 ^ Đội chủ nhà được liệt kê ở cột bên tay trái.
Màu sắc: Xanh = Chủ nhà thắng; Vàng = Hòa; Đỏ = Đội khách thắng.

### Bảng D
| VT | Đội            | ST | T | H | B | BT | BB | HS  | Đ  | Giành quyền tham dự hoặc xuống hạng |
| -- | -------------- | -- | - | - | - | -- | -- | --- | -- | ----------------------------------- |
| 1  | PVF            | 8  | 7 | 1 | 0 | 32 | 3  | +29 | 22 | Tham dự vòng chung kết              |
| 2  | Đồng Tháp      | 8  | 5 | 2 | 1 | 24 | 6  | +18 | 17 | Tham dự vòng chung kết              |
| 3  | Long An        | 8  | 3 | 2 | 3 | 12 | 13 | −1  | 11 | Xét tuyển vào vòng chung kết        |
| 4  | TP Hồ Chí Minh | 8  | 2 | 1 | 5 | 10 | 16 | −6  | 7  |                                     |
| 5  | Vĩnh Long      | 8  | 0 | 0 | 8 | 3  | 43 | −40 | 0  |                                     |

1. ↑  Xếp vào hạt giống của vòng chung kết
2. ↑  Xếp vào hạt giống thứ hai của vòng chung kết

| Nhà \ Khách[1] | PVF | ĐTH  | HCM | VL   | LA  |
| PVF            |     | 2–1  | 4–0 | 11–0 | 5–1 |
| Đồng Tháp      | 1–1 |      | 3–1 | 2–0  | 1–1 |
| TP Hồ Chí Minh | 0–2 | 0–3  |     | 2–0  | 1–2 |
| Vĩnh Long      | 0–6 | 1–10 | 1–5 |      | 0–1 |
| Long An        | 0–1 | 0–3  | 1–1 | 6–1  |     |

Cập nhật lần cuối: 31 tháng 10 năm 2016.
Nguồn: Vietnam Professional Football
1 ^ Đội chủ nhà được liệt kê ở cột bên tay trái.
Màu sắc: Xanh = Chủ nhà thắng; Vàng = Hòa; Đỏ = Đội khách thắng.

### Bảng xếp hạng các đội xếp thứ ba
| STT | Đội bóng    | Tr | T | H | B | Bt | Bb | Hs | Điểm | Kết quả                           |
| --- | ----------- | -- | - | - | - | -- | -- | -- | ---- | --------------------------------- |
| 1   | SHB Đà Nẵng | 8  | 3 | 4 | 1 | 9  | 8  | +1 | 13   | Vị trí giành vé dự vòng chung kết |
| 2   | Đắk Lắk     | 8  | 3 | 3 | 2 | 15 | 14 | +1 | 12   | Vị trí giành vé dự vòng chung kết |
| 3   | Long An     | 8  | 3 | 2 | 3 | 12 | 13 | -1 | 11   | Vị trí giành vé dự vòng chung kết |
| 4   | Nam Định    | 8  | 3 | 1 | 4 | 11 | 15 | -4 | 10   |                                   |

## Vòng chung kết

### Vòng bảng

#### Nhóm A
| Thứ tự | Đội                        | Trận | Thắng | Hòa | Thua | Bàn thắng | Bàn thua | Hiệu số | Điểm |
| 1      | U-17 Viettel               | 5    | 4     | 1   | 0    | 18        | 5        | +13     | 13   |
| 2      | U-17 Đồng Tháp             | 5    | 3     | 2   | 0    | 10        | 5        | +5      | 11   |
| 3      | U-17 Sông Lam Nghệ An      | 5    | 2     | 1   | 2    | 12        | 7        | +5      | 7    |
| 4      | U-17 Tây Ninh              | 5    | 1     | 2   | 2    | 7         | 14       | -7      | 5    |
| 5      | U-17 Thành phố Hồ Chí Minh | 5    | 0     | 2   | 3    | 2         | 9        | -7      | 2    |
| 6      | U-17 Hoàng Anh Gia Lai     | 5    | 0     | 1   | 3    | 5         | 14       | -9      | 2    |

| U17 Tây Ninh       | 1–1      | U17 Thành phố Hồ Chí Minh |
| ------------------ | -------- | ------------------------- |
| Nguyễn Phúc Lễ 28' | Chi tiết | Sĩ Thoại 60'              |

| U17 Đồng Tháp   | 1–1      | U17 Viettel        |
| --------------- | -------- | ------------------ |
| Bùi Duy Nam 28' | Chi tiết | Trần Danh Trung 2' |

| U17 Sông Lam Nghệ An | 0–0      | U17 Hoàng Anh Gia Lai |
| -------------------- | -------- | --------------------- |
|                      | Chi tiết |                       |

| U17 Đồng Tháp                    | 3–1      | U17 Hoàng Anh Gia Lai |
| -------------------------------- | -------- | --------------------- |
| Duy Nam 6' · Việt Cường 58', 73' | Chi tiết | Bảo Toàn 44'          |

| U17 Tây Ninh                 | 1–3      | U17 Viettel                                             |
| ---------------------------- | -------- | ------------------------------------------------------- |
| Chấn Nguyên 53' · Văn Vĩ 32' | Chi tiết | Tiến Anh 8' · Sỹ Chiến 44' · Văn Hợp 47' · Đức Minh 51' |

| U17 Thành phố Hồ Chí Minh | 0–3      | U17 Sông Lam Nghệ An                      |
| ------------------------- | -------- | ----------------------------------------- |
|                           | Chi tiết | Văn Lắm 3' · Bảo Trung 55' · Ngọc Ánh 64' |

| U17 Viettel                                                     | 7–1      | U17 Hoàng Anh Gia Lai |
| --------------------------------------------------------------- | -------- | --------------------- |
| Tiến Anh 12', 36', 38', 59', 73' · Anh Đức 62' · Danh Trung 79' | Chi tiết | Tiến Đạt 56'          |

| U17 Thành phố Hồ Chí Minh | 0–2      | U17 Đồng Tháp                 |
| ------------------------- | -------- | ----------------------------- |
|                           | Chi tiết | Ngọc Thái 36' · Công Minh 67' |

| U17 Tây Ninh | 0–6      | U17 Sông Lam Nghệ An |
| ------------ | -------- | -------------------- |
|              | Chi tiết |                      |

| U17 Sông Lam Nghệ An | 1–2      | U17 Đồng Tháp                           |
| -------------------- | -------- | --------------------------------------- |
| Đặng Văn Lắm 25'     | Chi tiết | Công Minh 60', 77' · Trần Hữu Nghĩa 82' |

| U17 Thành phố Hồ Chí Minh | 0–2      | U17 Viettel  |
| ------------------------- | -------- | ------------ |
|                           | Chi tiết | Vũ Văn Quyết |

| U17 Tây Ninh | 3–2      | U17 Hoàng Anh Gia Lai |
| ------------ | -------- | --------------------- |
|              | Chi tiết |                       |

| U17 Viettel                                                                   | 5–2      | U17 Sông Lam Nghệ An |
| ----------------------------------------------------------------------------- | -------- | -------------------- |
| Mạnh Dũng 34' · Sĩ Chiến 57' · Thanh Bình 68' · Danh Trung 72' · Tiến Anh 78' | Chi tiết | Văn Hùng 25', 50'    |

| U17 Tây Ninh | 2–2      | U17 Đồng Tháp |
| ------------ | -------- | ------------- |
|              | Chi tiết |               |

| U17 Hoàng Anh Gia Lai | 1–1      | U17 Thành phố Hồ Chí Minh |
| --------------------- | -------- | ------------------------- |
| Cảnh Anh 89'          | Chi tiết | Xuân Tịnh 32'             |

#### Nhóm B
| Thứ tự | Đội                     | Trận | Thắng | Hòa | Thua | Bàn thắng | Bàn thua | Hiệu số | Điểm |
| 1      | U-17 Hà Nội T&T         | 5    | 3     | 2   | 0    | 13        | 3        | +10     | 11   |
| 2      | U-17 PVF                | 5    | 3     | 1   | 1    | 11        | 3        | +8      | 10   |
| 3      | U-17 Sanatech Khánh Hoà | 5    | 2     | 2   | 1    | 8         | 8        | 0       | 8    |
| 4      | U-17 QNK Quảng Nam      | 5    | 2     | 2   | 2    | 7         | 11       | -4      | 7    |
| 5      | U-17 Long An            | 5    | 1     | 0   | 4    | 9         | 15       | -6      | 3    |
| 6      | U-17 Đắk Lắk            | 5    | 1     | 0   | 4    | 4         | 10       | -6      | 3    |

| U17 Long An                    | 2–1      | U17 Đắk Lắk  |
| ------------------------------ | -------- | ------------ |
| Minh Triết 16' · Hoàng Anh 69' | Chi tiết | Minh Đức 76' |

| U17 Hà Nội T&T | 1–1      | U17 Sanatech Khánh Hòa |
| -------------- | -------- | ---------------------- |
| Duy Khiêm 39'  | Chi tiết | Văn Hưng 78'           |

| U17 PVF | 5–0      | U17 QNK Quảng Nam |
| ------- | -------- | ----------------- |
|         | Chi tiết |                   |

| U17 Sanatech Khánh Hòa                                                           | 4–3      | U17 Long An                                 |
| -------------------------------------------------------------------------------- | -------- | ------------------------------------------- |
| Đinh Văn Hiếu 4' · Nguyễn Tấn Việt 41' · Bùi Văn Hưng 63' · Trần Phương Liêm 80' | Chi tiết | Nguyễn Văn Ký 44', 47' · Huỳnh Quốc Bảo 78' |

| U17 PVF | 0–1      | U17 Đắk Lắk     |
| ------- | -------- | --------------- |
|         | Chi tiết | Vũ Minh Đức 47' |

| U17 Hà Nội T&T                                | 4–1      | U17 QNK Quảng Nam |
| --------------------------------------------- | -------- | ----------------- |
| Việt Anh 23' · Văn Hậu 73' · Văn Nam 76', 81' | Chi tiết | Văn Ke 57'        |

| U17 Sanatech Khánh Hòa                     | 3–1      | U17 Đắk Lắk  |
| ------------------------------------------ | -------- | ------------ |
| Đăng Hậu 50' · Văn Luân 57' · Văn Hiếu 81' | Chi tiết | Minh Đức 36' |

| U17 Long An                                    | 3–4      | U17 QNK Quảng Nam                               |
| ---------------------------------------------- | -------- | ----------------------------------------------- |
| Nguyễn Khánh 5' · Anh Tuấn 72' · Hoàng Anh 78' | Chi tiết | Văn Ka 27' · Đức Ngọc 33' · Văn Toàn 66', 90+3' |

| U17 Hà Nội T&T | 1–1      | U17 PVF |
| -------------- | -------- | ------- |
|                | Chi tiết |         |

| U17 Hà Nội T&T                                          | 4–0      | U17 Long An |
| ------------------------------------------------------- | -------- | ----------- |
| Việt Anh 80' · Văn Tới 84' · Văn Ngọc 94' · Văn Đạt 95' | Chi tiết |             |

| U17 QNK Quảng Nam    | 2–1      | U17 Đắk Lắk    |
| -------------------- | -------- | -------------- |
| Hà Đức Ngọc 50', 55' | Chi tiết | Lê Anh Đức 92' |

| U17 Sanatech Khánh Hòa | 0–3      | U17 PVF |
| ---------------------- | -------- | ------- |
|                        | Chi tiết |         |

| U17 Đắk Lắk | 0–3      | U17 Hà Nội T&T                               |
| ----------- | -------- | -------------------------------------------- |
|             | Chi tiết | Nguyễn Văn Minh 1', 23' · Trần Văn Đạt 45+2' |

| U17 PVF | 2–1      | U17 Long An |
| ------- | -------- | ----------- |
|         | Chi tiết |             |

| U17 Sanatech Khánh Hòa | 0–0      | U17 QNK Quảng Nam |
| ---------------------- | -------- | ----------------- |
|                        | Chi tiết |                   |

### Vòng bán kết
| U17 Viettel       | 0–0      | U17 PVF |
| ----------------- | -------- | ------- |
|                   | Chi tiết |         |
| Loạt sút luân lưu |          |         |
|                   | 3–5      |         |

| U17 Đồng Tháp     | 0–0      | U17 Hà Nội T&T              |
| ----------------- | -------- | --------------------------- |
| Công Minh 18' 38' | Chi tiết | Văn Minh 16' · Đình Hai 62' |
| Loạt sút luân lưu |          |                             |
|                   | 4–2      |                             |

### Trận chung kết
| U17 Đồng Tháp                           | 2–1      | U17 PVF               |
| --------------------------------------- | -------- | --------------------- |
| Trần Công Minh 45' · Huỳnh Văn Tiến 52' | Chi tiết | Ngô Huỳnh Tấn Tài 82' |

## Tổng kết mùa giải
- Giải phong cách: Đồng Tháp
- Cầu thủ xuất sắc: Trần Công Minh (Đồng Tháp)
- Thủ môn xuất sắc: Nguyễn Nhật Trường (Đồng Tháp)
- Vua phá lưới: Trương Tiến Anh (Viettel) và Ngô Huỳnh Tấn Tài (PVF) – cùng 7 bàn